# Kaya Erdem
İsmet Kaya Erdem, né le 10 septembre 1928 à Safranbolu, Karabük, est un homme politique et haut-fonctionnaire turc.

## Biographie
Diplômé de la Haute École Commerciale et Économique d'Istanbul. Il travaille au secteur public. Il est directeur général de l'Assurance Sociale (1976-1977) et secrétaire général du trésor (1978-1980). Il est ministre des finances (1980-1982), il cofonde le ANAP avec Turgut Özal en 1983. Il est député d'Izmir (1983-1999), Il est vice-premier ministre (1983-1989) et président de la Grande Assemblée nationale de Turquie (1989-1991). Il est l'aile libérale et laïque de l'ANAP. Il est le frère de Tarhan Erdem (1933-2022) qui est ancien ministre de l'industrie et ancien secrétaire général de CHP.